# Friend Request
A Friend Request (a tengerentúlon Unfriend) egy 2016-os angol nyelvű német természetfeletti-pszichológiai horrorfilm.

## Cselekmény
A népszerű főiskolai hallgatónak, Laurának (Alycia Debnam-Carey) rengeteg barátja van a való életben és Facebookon egyaránt. Sajnálatból elfogadja a társadalmilag kirekesztett Marina (Liesl Ahlers) felkérését Facebookon, aki betegesen követni kezdi minden lépését a közösségi oldalon, ezért Laura törli őt a barátai közül. Mindenki döbbenetére Marina öngyilkos lesz, a haláláról pedig videót készít, ami aztán feltűnik Laura Facebook profilján. Annak ellenére, hogy nem Laura posztolta a videót, és azokat a hátborzongató tartalmakat, amelyek sorra tűnnek fel a profilján, barátainak száma folyamatosan csökkenni kezd a közösségi oldalon. Amikor legjobb barátai sorban rejtélyes, kegyetlen halált halnak, Laurának ki kell találnia, hogyan törjön meg egy halálos átkot, mielőtt túl késő lenne.

## Szereplők
- Alycia Debnam-Carey – Laura Woodson
- William Moseley – Tyler McCormick
- Connor Paolo – Kobe
- Brit Morgan – Olivia Mathison
- Brooke Markham – Isabel
- Sean Marquette – Gustavo Garcia
- Liesl Ahlers – Marina Mills / Marina Nedifar
- Shashawnee Hall – Cameron nyomozó
- Nick Pauling – Cameron nyomozó tisztje
- Susan Danford – Caroline Woodson, Laura anyja

## Produkció
A film eredeti címe Unknown Error volt, melyet később nemzetközileg Friend Requestre változtattak, hogy ne legyen összetéveszthető a 2014-es Unfriended című filmmel.   
Mivel Németországban az Unfriended Unknown User címen jelent meg, ezért a film a németeknél az Unfriend címet kapta. 

### Forgatás
A filmet Fokvárosban, a Fokvárosi Egyetemen forgatták Dél-Afrikában. Bár a produkciót a német rendező, Simon Verhoeven és német stáb készítette, a nagyrészt angol nyelvű szereplőgárda megkívánta, hogy a filmet angolul forgassák. A film felvételének munkálatai 2014 márciusában értek véget.

## Megjelenés
A film Németországban 2016. január 7-én, az Egyesült Királyságban és az Egyesült Államokban 2017. szeptember 22-én jelent meg.

### Bevétel
2017. október 1-jére a Friend Request az Egyesült Államokban és Kanadában 3,5 millió dollárt produkált, más országokban összességében 6 millió dollárt ért el, világviszonylatban tehát 9,5 millió dollárt hozott, szemben a 9,9 millió dolláros produkciós költséggel.
Észak-Amerikában a film a Kingsman: Az aranykörrel és A Lego Ninjago filmmel egyidejűleg jelent meg. Kezdetben 5 millió dollár körüli nyereséget vártak a nyitóhétvégén a 2569 moziban vetített filmtől, mivel azonban az első vetítési napon csak 750.000 dollár bevételt hozott, a hétvégi előrejelzések 1,5-2 millió dollárra csökkentek. A film végül 2 millió dollárt hozott a nyitóhétvégén, 7. helyen zárva a bevételi listán.

### Fogadtatás
A film a Rotten Tomatoes oldalán 60 értékelés alapján 15%-os szintet ért el, mely átlagosan 10/3,5-ös arányt jelent. Az oldal kritikája szerint „a Friend Request nek a digitális korszakban a régi iskolás tinihorror korszerűsítésére tett kísérletei nem sikerültek, nem tudtak emlékezetes karaktereket alkotni, új félelmeket gerjeszteni, új történeti csavarokat létrehozni”. A Metacritic esetében 18 kritika alapján a film súlyozott átlagpontja 100-ból 31 pont, amely általánosságban kedvezőtlen visszajelzéseket mutat. A CinemaScore által megszavaztatott közönség átlagos „C+” értéket adott a filmek egy A+-tól F-ig terjedő skálán.
Frank Scheck a The Hollywood Reportertől dicsérte a filmet, amiért „vizuálisan stílusos és fantáziadús”, ugyanakkor bírálta a film előrehaladtával kevésbé érdekes cselekményt. Jessica Kiangot, a Variety újságíróját lenyűgözték a filmben alkalmazott hatások, de bírálta, hogy a filmnek kevés köze van ahhoz a "technikához, amelyet látszólag kritizál". Ally Wybrew az Empire-től 5 csillagból 3-at adott a filmnek, kritikájában dicsérte Debnam-Carey-t, aki Marina rosszul megírt karakterével ellentétben „kiemelkedik az egyébként középszerű alakítások közül”. Wybrew kritizálta az esetlen párbeszédeket, a túllelkesítő vonásokat, és az elnyújtott befejezést.